# Université du Minho
L’université du Minho (en portugais : Universidade do Minho) est une université publique portugaise fondée en 1973, située dans la région du Minho, dans les villes de Braga et Guimarães.
Bien qu'elle soit une université récente, elle suit la tradition académique millénaire de la région du Minho et toutes ses festivités.

## Histoire
Fondée en 1973, l'université a accueilli ses premiers étudiants au cours de l'année universitaire 1975/76. 
Elle tire sa culture et son mode de fonctionnement d'une région historique du Portugal : le Minho. Braga est la 7e plus grande ville portugaise, née de l'ancienne ville romaine de Bracara Augusta. Guimarães, classée au patrimoine mondial de l'UNESCO, est connue pour être le « berceau de la nation ».
Depuis le 13 janvier 2016, elle a le statut de fondation publique de droit privé. L'université est désormais régie par le droit privé, notamment en ce qui concerne sa gestion financière, patrimoniale et du personnel.

## Organisation
L'université est composée de 12 écoles et instituts répartis dans les campus de Gualtar à Braga, Azurém à Guimarães et Couros à Guimarães :
- École d'Architecture, Art et Design
- École de Droit
- École d'Économie et Gestion
- École d'Ingénierie
- École de Psychologie
- École de Sciences
- École des Sciences de la Santé
- École de Médecine
- École supérieure d'Infirmerie
- Institut de l'Éducation
- Institut d'Investigation
- Institut des Lettres et Sciences Humaines
- Institut des Sciences Sociales

L'université dispose en plus de 32 unités de recherche.

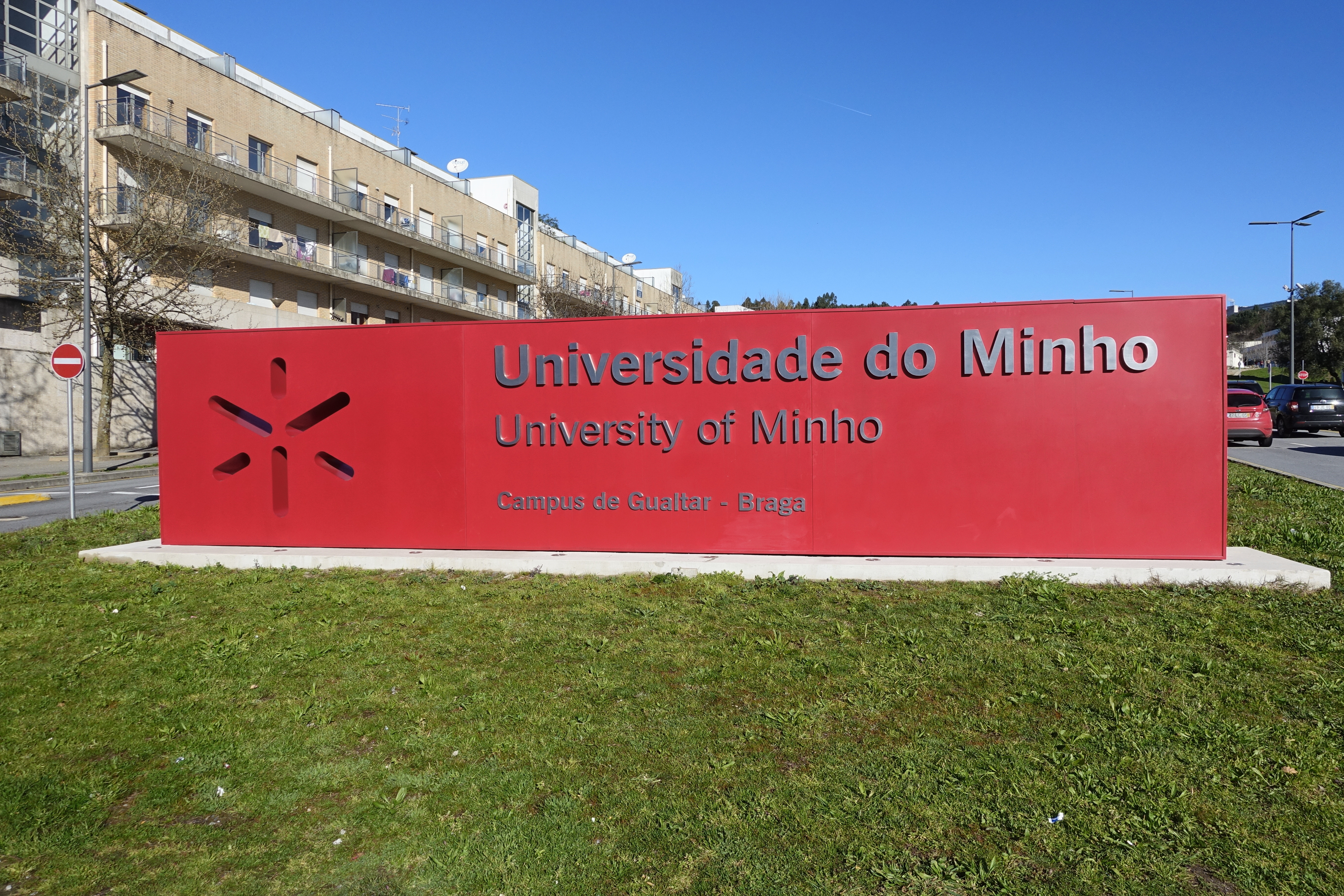
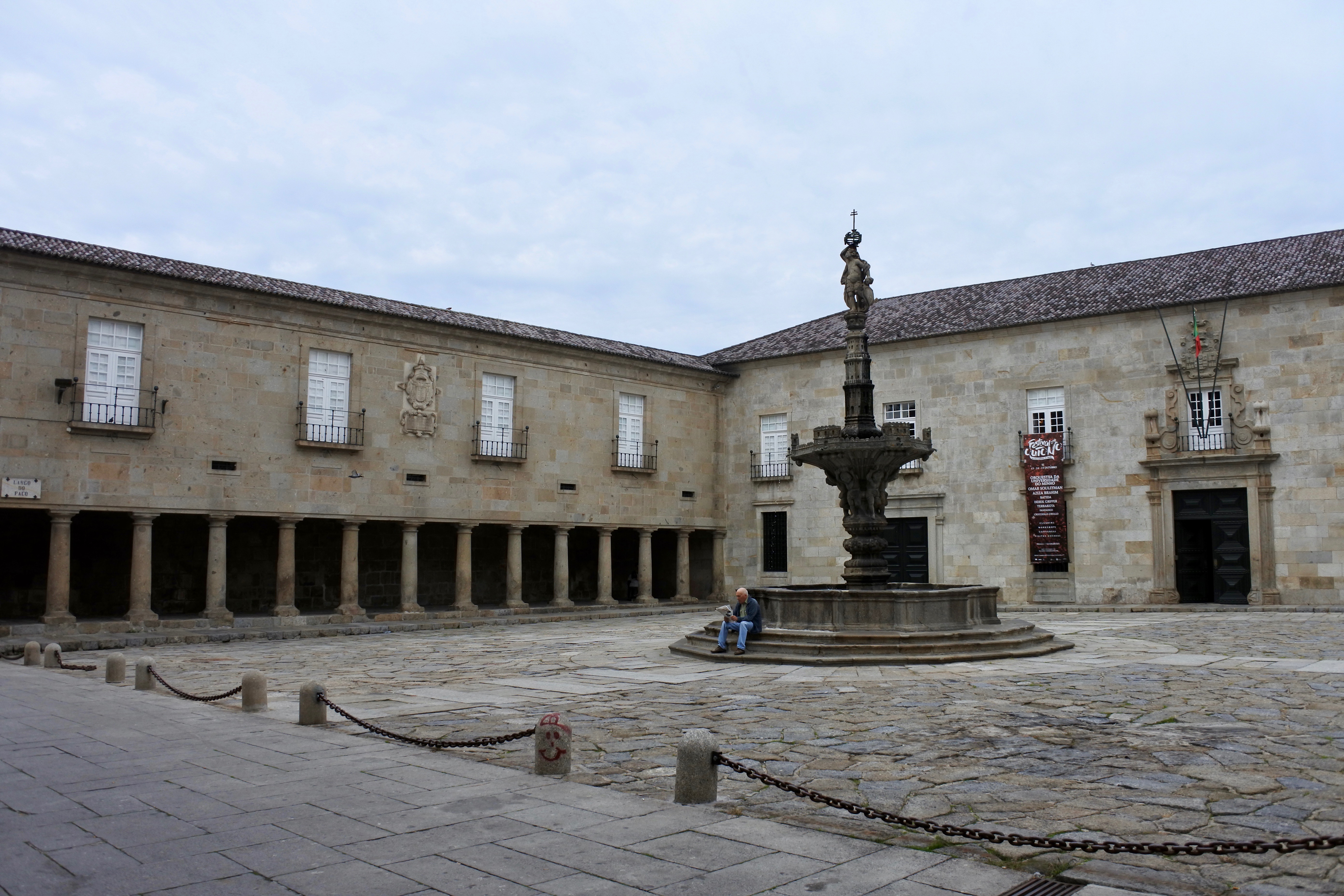
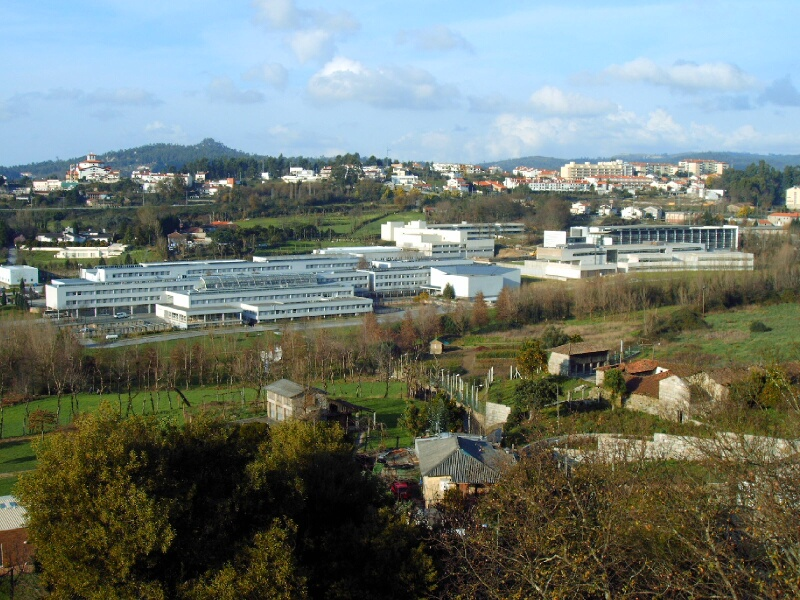
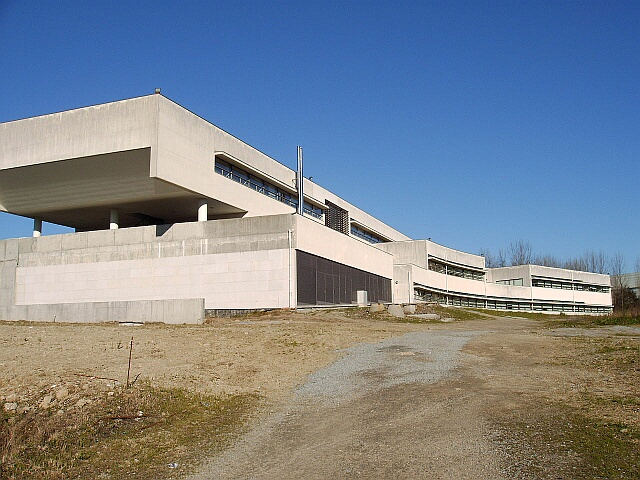
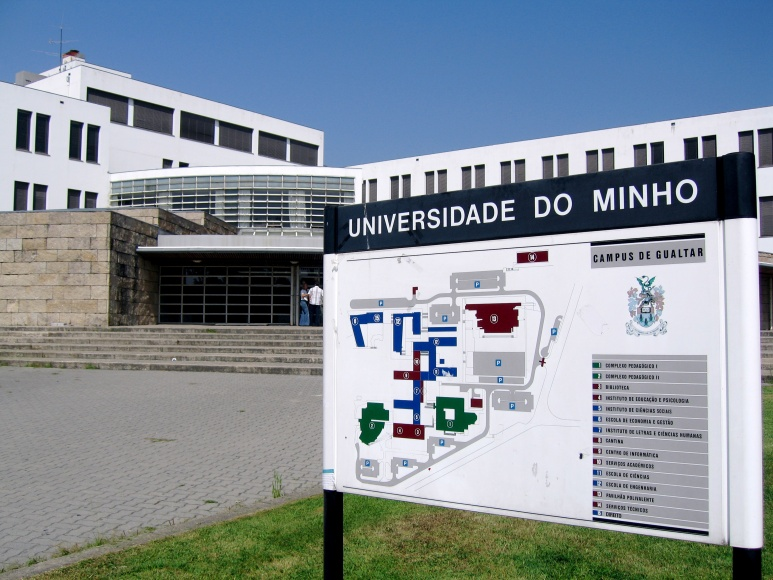
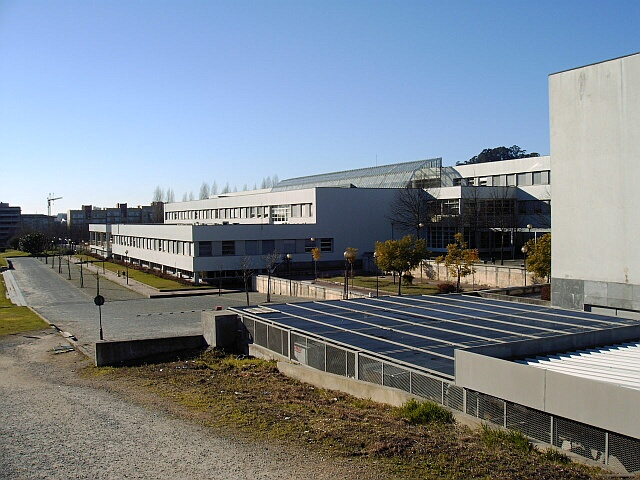

## Services

### Bibliothèques
L'université possède deux bibliothèques générales, ainsi qu'une trentaine de bibliothèques plus spécialisées, comptant un total de plus d'un demi-million de livres et articles.

### Culture
- Archives du district de Braga
- Bibliothèque publique de Braga
- Maison-musée de Monção
- Centre d'études Lusíadas
- Musée Nogueira da Silva
- Maison du savoir
- Musée virtuel de la lusophonie
- Unité d'éducation des adultes
- Unité d'archéologie de Braga

Les étudiants de l'université portent un costume noir composé d'une chemise blanche, d'une cape, d'un chapeau tricorne et de badges représentant l'ancienneté de l'étudiant. Le port de ce costume a délibérément été voulu par les étudiants, sans la moindre contrainte du rectorat.

### Institutions partenaires
L'université possède quelques partenariats avec des institutions externes :
- Bibliothèque Lúcio Craveiro da Silva
- Centre d'études juridiques du Minho
- Fondation Carlos Lloyd Braga
- Fondation Martins Sarmento
- Institut de gestion et d'administration publique
- Institut Confucius
- Orchestre de l'université du Minho
- Campurbis
- Braga Digital

## Liste des recteurs
- 1973-1980 : Carlos Alberto Lloyd Braga
- 1980-1981 : Joaquim José Barbosa Romero
- 1981-1984 : Lúcio Craveiro da Silva
- 1984-1985 : João de Deus Pinheiro
- 1985-1998 : Sérgio Machado dos Santos
- 1998-2002 : Licínio Chainho Pereira
- 2002-2009 : António J. M. Guimarães Rodrigues
- 2009-2017 : António Augusto Magalhães Cunha
- Depuis 2017 : Rui Vieira de Castro

## Classements internationaux
D'après le classement de Shanghai en 2021, elle est la troisième meilleure université au Portugal et elle se situe dans les 401-500 meilleures universités au monde. Elle se classe respectivement 51-75, 76-100, 101-150 et 101-150 en sciences alimentaires, ingénierie civile, ingénierie biomédicale et droit. 
L'université se classe 571-580 dans le monde d'après le classement mondial des universités QS 2022. 
Selon le Times Higher Education en 2018, l'université du Minho est la 50e meilleure d'Europe en termes d'enseignement.